# Cis punctatissimus
Cis punctatissimus es una especie de coleóptero de la familia Ciidae.

## Distribución geográfica
Habita en Madagascar.